# Paul K. Benedict
Paul K. Benedict (ur. 5 lipca 1912 w Poughkeepsie, zm. 21 lipca 1997 w Ormond Beach) – amerykański antropolog, językoznawca; specjalista od języków dajskich i chińsko-tybetańskich.
Autor hipotezy austrotajskiej, zakładającej pokrewieństwo języków dajskich i austronezyjskich.

## Życiorys
Studiował na Uniwersytecie Cornella i University of New Mexico. W 1941 r. uzyskał doktorat z antropologii na Uniwersytecie Harvarda.
W latach 1944–1948 uczęszczał do Columbia Medical School. Autor prac z zakresu etnopsychiatrii. Współredagował książkę Schizophrenia z 1958 r.
Zmarł w wypadku drogowym w Ormond Beach.

## Wybrana twórczość
- Benedict, Paul K. (1942). Thai, Kadai, and Indonesian: A new alignment in South-Eastern Asia „American Anthropologist” 44:576–601.
- Benedict, Paul K. (1972). Sino-Tibetan: A Conspectus. Cambridge: Cambridge University Press.
- Benedict, Paul K. (1975). Austro-Thai language and culture, with a glossary of roots. New Haven: HRAF Press. ISBN 0-87536-323-7.
- Benedict, Paul K. (1990). Japanese/Austro-Tai. Ann Arbor: Karoma. ISBN 0-89720-078-0.
- Benedict, Paul K. Remarks on A Comparative Vocabulary of Five Sino-Tibetan Languages, by Ilia Peiros and Sergei A. Starostin. „Mother Tongue” 4:151–152.
- Benedict, Paul K., Graham Thurgood, James A. Matisoff, David Bradley (red.). 1985. Linguistics of the Sino-Tibetan area: the state of the art: papers presented to Paul K. Benedict for his 71st birthday. Canberra: Pacific Linguistics.
- Benedict, Paul K. 1997. Special volume dedicated to Dr. Paul K. Benedict on the occasion of his eighty-fifth birthday (Mon Khmer Studies vol. 27). Salaya, Thailand: Mahidol University; Dallas, TX: Summer Institute of Linguistics.